# Louis Niedermeyer

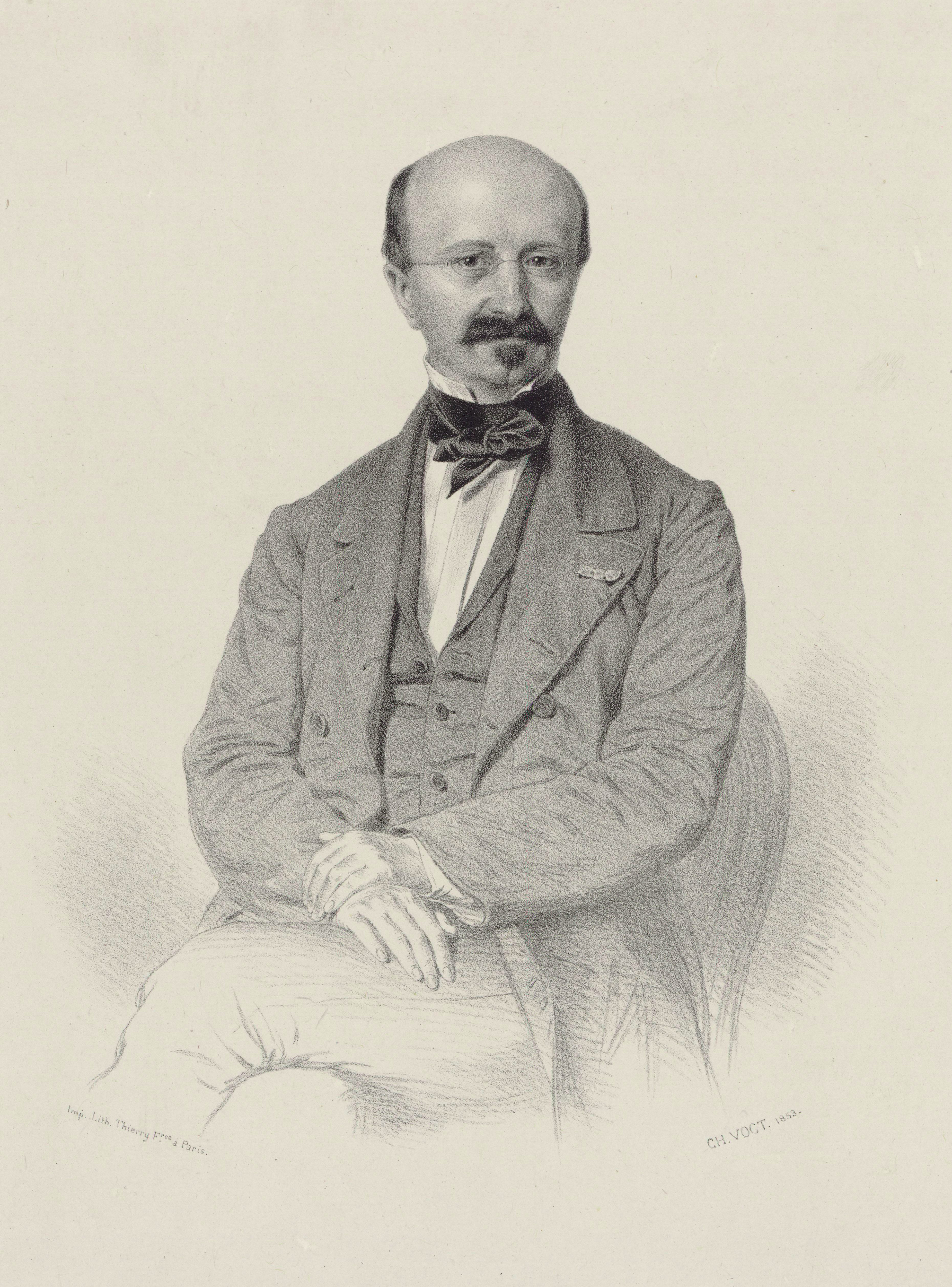
Louis Niedermeyer

Abraham Louis Niedermeyer (* 27. April 1802 in Nyon, Schweiz; † 14. März 1861 in Paris) war ein französischer Komponist und Verfasser von Kirchenmusik.

## Leben
Von seinem Vater zur Musik gebracht, studierte Niedermeyer in Wien Klavier bei Ignaz Moscheles und Komposition bei Emanuel Aloys Förster. Weitere Lehrer waren Vincenzo Fioravanti 1819 in Rom und Nicola Antonio Zingarelli in Neapel. Während seines Aufenthaltes in Rom lernte er Gioachino Rossini kennen, der ihn bei der Produktion einiger seiner Opern unterstützte. 1820 wurde Niedermeyers erste Oper Il reo per amore in Neapel mit etwas Erfolg uraufgeführt.
Die nächsten drei Jahre verbrachte er als Musiklehrer in Genf, im Jahre 1823 begab er sich wie Rossini nach Paris, wo er in den nächsten Jahren vier weitere Opern schrieb, deren Erfolg jedoch sehr begrenzt war. Deshalb widmete er sich vermehrt der Kirchenmusik.
Im Oktober 1853 reorganisierte er die von Alexandre-Étienne Choron gegründete Musikschule und benannte sie in L’École Niedermeyer um. Zu seinen Schülern gehörten Gabriel Fauré, André Messager und Camille Saint-Saëns.
1861 verstarb er in Paris. Seine Schule existiert auch heute noch und viele seiner Kirchenlieder werden noch immer gespielt.
Rossini setzte seinem Freund Niedermeyer ein Denkmal, indem er das Et incarnatus est aus dessen Messe solennelle (uraufgeführt am Cäcilienfest 1849) notengetreu im Christe eleison seiner Petite Messe solennelle von 1863 zitiert.

## Werke
- 1820: Il reo per amore (Oper)
- 1828: La casa nel bosco (Oper, Uraufführung in Paris am 28. Mai 1828)
- 1837: Stradella (Oper, Uraufführung in Paris am 3. März 1837)
- 1844: Marie Stuart (Oper, Uraufführung in Paris am 6. Dezember 1844)
- 1846: Robert Bruce (Opern-Pasticcio mit Musik von Gioachino Rossini, Uraufführung in Paris am 30. Dezember 1846)
- 1853: La Fronde (Oper, Uraufführung in Paris am 2. Mai 1853)